# 601-й ост-батальйон «Березина»
601-й східний батальйон «Березина» — колабораціоністське бойове з'єднання 1-го східного запасного полку «Центр», що було утворене у 1942 році з військовополонених росіян та брало участь в бойових діях та каральних антипартизанських операціях на боці Німеччини.

## Створення
1 червня 1942 року по корпусу військ безпеки тилу Вермахту був відданий наказ про створення російських окремих батальйонів та полків. У тому числі згідно цього наказу на базі російської караульної роти «Гомель»  був створений батальйон «Березина», що структурно входив у 1-й Східний запасний полк «Центр».

### Комплектування
У батальйон, як у багато інших частин Східного фронту, що були сформовані з колабораціоністів, входили військовополонені росіяни. Їх набір давав змогу виправити ситуацію з нестачею особистого складу частин Вермахту.

### Командування
На відміну від більшості частин, командний склад батальйону «Березина» формувався з числа колишніх радянських офіцерів, які виявили бажання служити Третьому Рейху та пройшли спеціальну перевірку. Німецькі офіцери виступали у підрозділі як інструктори й офіцери зв'язку.

## Служба
З листопада 1942 року батальйон охороняв залізницю Борисов-Толочина. Перше бойове хрещення батальйон «Березина» прийняв 1 червня 1943 року в одному з районів Білорусі, коли вночі був обстріляний великою групою партизанів. Силами двох батальйонів російського та німецького в той же день почався наступ, у якому партизанський загін було розгромлено. Батальйон «Березина» вів безперервні операції проти партизанів у лісових районах Білорусі.
У тому ж таки червні 1943 року ротою батальйону було розгромлено черговий партизанський загін поблизу одного з сіл. Бойові звитяги солдат батальйону неодноразово були відзначені німцями. За участь у боротьбі з партизанами відзнаками в батальйоні нагороджені 25 осіб.
У листопаді 1943 року, 1-й Східний запасний полк «Центр», у складі якого перебував 601-й батальйон «Березина», перекидають на Західний фронт на територію Франції. Там батальйон «Березина» брав учать у антипартизанських операціях проти Руху Опору.